# Mangen (Fryksände socken, Värmland)
Mangen är en sjö i Torsby kommun i Värmland och ingår i Göta älvs huvudavrinningsområde. Sjön är 15 meter djup, har en yta på 2,12 kvadratkilometer och befinner sig 198,9 meter över havet. Sjön avvattnas av vattendraget Mangslidälven. Vid provfiske har abborre, lake, löja och mört fångats i sjön.

## Delavrinningsområde
Mangen ingår i det delavrinningsområde (670443-133865) som SMHI kallar för Utloppet av Mangen. Medelhöjden är 324 meter över havet och ytan är 27,37 kvadratkilometer. Räknas de 6 avrinningsområdena uppströms in blir den ackumulerade arean 225,42 kvadratkilometer. Mangslidälven som avvattnar avrinningsområdet har biflödesordning 3, vilket innebär att vattnet flödar genom totalt 3 vattendrag innan det når havet efter 397 kilometer. Avrinningsområdet består mestadels av skog (80 procent). Avrinningsområdet har 2,11 kvadratkilometer vattenytor vilket ger det en sjöprocent på 7,7 procent.